# Rattus burrus
Il ratto delle Nicobare (Rattus burrus  Miller, 1902) è un roditore della famiglia dei Muridi endemico delle isole Nicobare.

## Descrizione
Roditore di medie dimensioni, con la lunghezza della testa e del corpo tra 195 e 225 mm, la lunghezza della coda tra 193 e 215 mm e la lunghezza del piede tra 42 e 43 mm.

Le parti superiori sono brunastre, cosparse densamente di peli nerastri. I fianchi sono più chiari. Le parti inferiori sono grigiastre. Le parti interne degli arti sono giallo-crema. I piedi sono ricoperti di piccoli peli biancastri e brunastri. Le orecchie sono marroni scure. La coda è più lunga della testa e del corpo, è uniformemente marrone scura, ricoperta di piccoli peli scuri e con circa 8 anelli di scaglie per centimetro. Le femmine hanno 2 paia di mammelle pettorali e 3 paia inguinali.

## Biologia

### Comportamento
È una specie terricola.

## Distribuzione e habitat
Questa specie è diffusa nelle Isole Nicobare: Gran Nicobar, Piccola Nicobar e Trinket.
Vive nelle foreste tropicali sempreverdi e semi-sempreverdi.

## Conservazione
La IUCN Red List, considerato l'areale limitato e il continuo declino nella qualità del proprio habitat, classifica R.burrus come specie in pericolo (EN).